# Naxa taicoumaria
Naxa taicoumaria là một loài bướm đêm trong họ Geometridae.